# (56) Melete
(56) Melete ist ein Asteroid des mittleren Hauptgürtels, der am 9. September 1857 vom deutsch-französischen Astronomen Hermann Mayer Salomon Goldschmidt in Paris entdeckt wurde.
Der Asteroid wurde benannt nach Melete, einer der drei „titanischen“ Musen, die auf dem Berg Helikon als Töchter des Uranos verehrt wurden. Der Asteroid war zunächst für (41) Daphne gehalten worden. Nachdem er als neuer Himmelskörper erkannt wurde, war er zunächst nur als Pseudo-Daphne bekannt. Die Vergabe eines eigenen Namens erfolgte dann auf Wunsch des Entdeckers durch Ernst Schubert (1813–1873) am Detroit Observatory in Ann Arbor, der die Umlaufbahn berechnet hatte.

## Wissenschaftliche Auswertung
Mit Daten radiometrischer Beobachtungen im Infraroten am Cerro Tololo Inter-American Observatory in Chile von 1974 und am Mauna-Kea-Observatorium auf Hawaiʻi vom August 1974 wurden für (56) Melete erstmals Werte für den Durchmesser und die Albedo von 141 und 148 km bzw. 0,03 bestimmt. Aus Ergebnissen der IRAS Minor Planet Survey (IMPS) wurden 1992 Angaben zu Durchmesser und Albedo für zahlreiche Asteroiden abgeleitet, darunter auch (56) Melete, für die damals Werte von 113,2 km bzw. 0,07 erhalten wurden. Eine Auswertung von Beobachtungen durch das Projekt NEOWISE im nahen Infrarot führte 2011 zu vorläufigen Werten für den Durchmesser und die Albedo im sichtbaren Bereich von 129,1 km bzw. 0,05. Nachdem die Werte nach neuen Messungen mit NEOWISE 2012 auf 121,3 km bzw. 0,06 korrigiert worden waren, wurden sie 2014 auf 120,3 km bzw. 0,06 geändert. Nach der Reaktivierung von NEOWISE im Jahr 2013 und Registrierung neuer Daten wurden die Werte 2016 angegeben mit 105,8 oder 113,8 km bzw. 0,05, diese Angaben beinhalten aber hohe Unsicherheiten. Mit einer Auswertung von 12 Sternbedeckungen durch den Asteroiden konnte in einer Untersuchung von 2020 ein mittlerer Durchmesser von 113,4 ± 4,0 km bestimmt werden.
Eine spektroskopische Untersuchung von 820 Asteroiden zwischen November 1996 und September 2001 am La-Silla-Observatorium in Chile ergab für (56) Melete eine taxonomische Klassifizierung als X-Typ.
Photometrische Beobachtungen des Asteroiden erfolgten erstmals vom 31. Mai bis 2. Juni 1978 am Table Mountain Observatory in Kalifornien. Aus der aufgezeichneten Lichtkurve gelang keine eindeutige Bestimmung einer Rotationsperiode. Sowohl Werte von 19,0 als auch 13,7 h wurden dafür als gleichermaßen annehmbar angesehen.

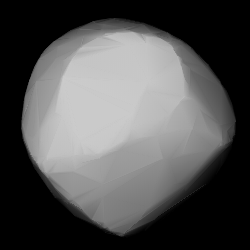
Berechnetes 3D-Modell von (56) Melete

Bei neuen Messungen vom 8. bis 15. August 1991 am Maidanak-Observatorium in Usbekistan, damals Hauptobservatorium der Nationalen Akademie der Wissenschaften der Ukraine konnte jedoch ein davon gänzlich abweichender Wert von 18,14 h abgeleitet werden. Diese Rotationsperiode wurde durch weitere Beobachtungen vom 28. April bis 13. Mai 2007 am Palmer Divide Observatory in Colorado bestätigt, als aus der aufgezeichneten Lichtkurve ein Wert von 18,151 h bestimmt wurde. Neue photometrische Messungen vom 2. Oktober bis 14. November 2008 führten dann auch am Organ Mesa Observatory in New Mexico zur Bestimmung einer Rotationsperiode von 18,147 h.
Abschätzungen von Masse und Dichte für den Asteroiden (56) Melete aufgrund von gravitativen Beeinflussungen auf Testkörper ergaben in einer Untersuchung von 2012 eine Masse von etwa 4,61·1018 kg, was mit einem angenommenen Durchmesser von etwa 114 km zu einer Dichte von 6,00 g/cm³ führte bei keiner Porosität. Diese Werte besitzen eine Unsicherheit im Bereich von ±21 %.
Die Auswertung von 37 vorliegenden Lichtkurven und zusätzlichen Daten der Lowell Photometric Database ermöglichte dann in einer Untersuchung von 2016 die Erstellung eines Gestaltmodells für den Asteroiden und die Bestimmung von zwei alternativen Lösungen für die Position der Rotationsachse mit retrograder Rotation und einer Periode von 18,1482 h. Mit dem neuen Algorithmus All-Data Asteroid Modeling (ADAM) konnte 2017 erneut ein Gestaltmodell erstellt werden, das alle verfügbaren photometrischen und photographischen Daten gut reproduziert. Die zuvor bestimmten alternativen Positionen der Rotationsachse konnten verbessert werden, während für die Rotationsperiode ein Wert von 18,14817 h, für den mittleren Durchmesser 119 ± 5 km und für die Dichte 5,2 g/cm³ bestimmt wurden.
Mit dem Weltraumteleskop Transiting Exoplanet Survey Satellite (TESS) konnten während dessen Durchmusterung des Südhimmels 2018 bis 2019 auch Objekte des Sonnensystems beobachtet werden. Dabei wurden auch die Lichtkurven von fast 10.000 Asteroiden aufgezeichnet. Für (56) Melete wurde aus Messungen etwa vom 2. bis 27. Februar 2019 eine Rotationsperiode von 18,1558 h abgeleitet.